# Pierre de Bréville
Pierre Eugène Onfroy de Bréville (Bar-le-Duc, 21 febbraio 1861 – Parigi, 24 settembre 1949) è stato un compositore e critico musicale francese.

## Biografia
Pierre de Bréville studiò legge con l'obiettivo di diventare un diplomatico. Tuttavia, abbandonò i suoi piani dopo pochi anni ed entrò al Conservatorio di Parigi. Iniziò i suoi studi musicali con Théodore Dubois (1880–1882), seguendo successivamente dei corsi diretti da César Franck.
Fu professore di contrappunto presso la Schola Cantorum di Parigi (1898-1902). Dopo una pausa di dodici anni, insegnò nei corsi di composizione di musica da camera al Conservatorio di Parigi (1914-1918).

## Composizioni principali
- L'anneau de Çakuntala
- La Princesse Maleine
- Les Sept Princesses
- Éros vainqueur (1905)
- Les Egyptiens

Opere per orchestra:
- La Nuit de décembre
- Stambul

Musica da camera:
- Sonata n.1 in C minore per violino e pianoforte (1918-1919)
- Une flûte dans les vergers per flauto e pianoforte (1920)
- Pièce per oboe (e flauto e violino) e pianoforte (1923)
- Poème dramatique per violoncello e pianoforte (1924)
- Prière (D'après le Cantique de Molière) per violoncello e organo (e pianoforte) (1924)
- Sonatina per oboe (e flauto e violino) e pianoforte (1925)
- Sonata n.2 "Sonate fantaisie en forme de rondeau" per violino e pianoforte (1927)
- Sonata in re minore per violoncello e pianoforte (1930)
- Sonata per violino e pianoforte (1942)
- Sonata per violino e pianoforte (1943)
- Sonata per viola e pianoforte (1944)
- Concert à trois per violino, violoncello e pianoforte (1945)
- Sonata per violino e pianoforte (1947)
- Fantasie per chitarra
- Trio à cordes
- Trio d'anches

Organo:
- Suite brève per organo (1896)
- Prélude, méditation et prière (1912)
- Deuxième suite brève en cinq parties per organo (1922)

Pianoforte:
- Fantaisie: Introduction, fugue et finale (c.1900)
- Portraits de maîtres (1907)
- Impromptu et choral (1912)
- Stamboul: rhythmes et chansons d'Orient (1921)
- Prélude et fugue (1923)
- Sonate en ré bémol (Sonata in D bemolle) (1923)
- Sept esquisses (1926)
- Quatre sonate (1939)

Canto:
- La forêt charmée per voce e pianoforte (1891); scritto da Jean Moreas
- Poèmes de Jean Lorrain mis en musique (1899)
- Héros, je vous salue per voce e pianoforte (1916); scritto da Henri de Régnier
- France per voce e pianoforte (1917); scritto da Henri de Régnier
- Sainte per voce e pianoforte (1922); scritto da Stéphane Mallarmé
- Bonjour mon cœur per voce e pianoforte (1925); scritto da Pierre de Ronsard
- La Terre les eaux va buvant per voce e pianoforte (1925); scritto da Pierre de Ronsard
- Ô mon ange gardien per voce e pianoforte (1925); parole di Francis Jammes
- Baiser per voce e pianoforte (1926); scritto da Émile Cottinet
- Cantique de 1ère communion per soprano, violino e organo (e pianoforte) (1926); scritto da Henry Gauthier-Villars
- La Cloche fêlée per voce e pianoforte (1926); scritto da Charles Baudelaire
- 12 Rondels de Charles d'Orléans per voce e pianoforte (1930); scritto da Charles d'Orléans

Coro:
- Hymne à Venus (c.1885); scritto da Auguste Villiers de l'Isle-Adam
- Messe per soprano, baritono, coro, quartetto d'archi, arpa e organo (1890)
- Sainte Rose de Lima (1890); scritto da Felix Naquet
- Les Cèdres du Liban per coro